# Chausie
Chausie är en hybrid ("korsning") av kattdjur mellan arten djungelkatt och huskatt. Namnet kommer av det vetenskapliga namnet för djungelkatt, Felis chaus. Den är framtagen i USA och godkänd av The International Cat Association (TICA) som raskatt i klassen "Championship breeds". Den är emellertid inte godkänd som egen ras av Fédération Internationale Féline (FIFe), och därmed heller inte av Sveriges Kattklubbars Riksförbund (SVERAK). Följaktligen finns ingen officiell svensk rasstandard för chausie-katter, och de får därför inte bedömas som en egen ras i kattutställningar. Numera har de flesta chausie avlats under minst fyra generationer utan ny hybridisering med djungelkatt, och anses fullt domesticerade.

## Storlek
- Mankhöjd: 30–35 cm, ibland upp till 40–45 cm
- Vikt: Hannar 6–9 kg, honor 4,5–8,0 kg

## Päls
Korthårig och bruntickad, solid svart eller silver-tippad svart. Katten ska likna en djungelkatt.